# Pic maculé
Sphyrapicus varius
Espèce
Statut de conservation UICN

 LC  : Préoccupation mineure
Le Pic maculé (Sphyrapicus varius) est une espèce d'oiseaux appartenant à la famille des Picidae. Le Pic maculé est associé aux forêts matures décidues et mixtes.

## Description

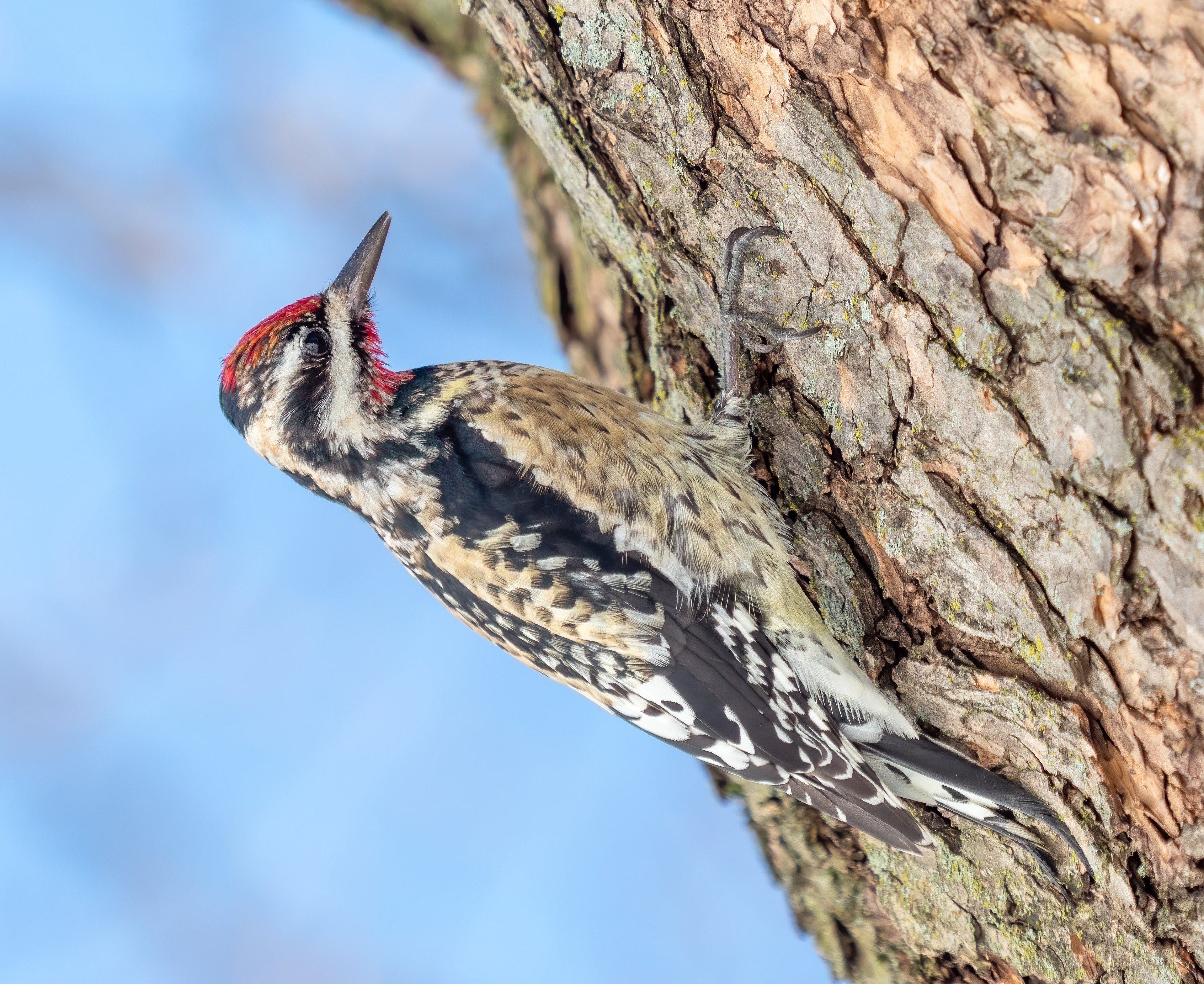
Un pic maculé à Central Park.

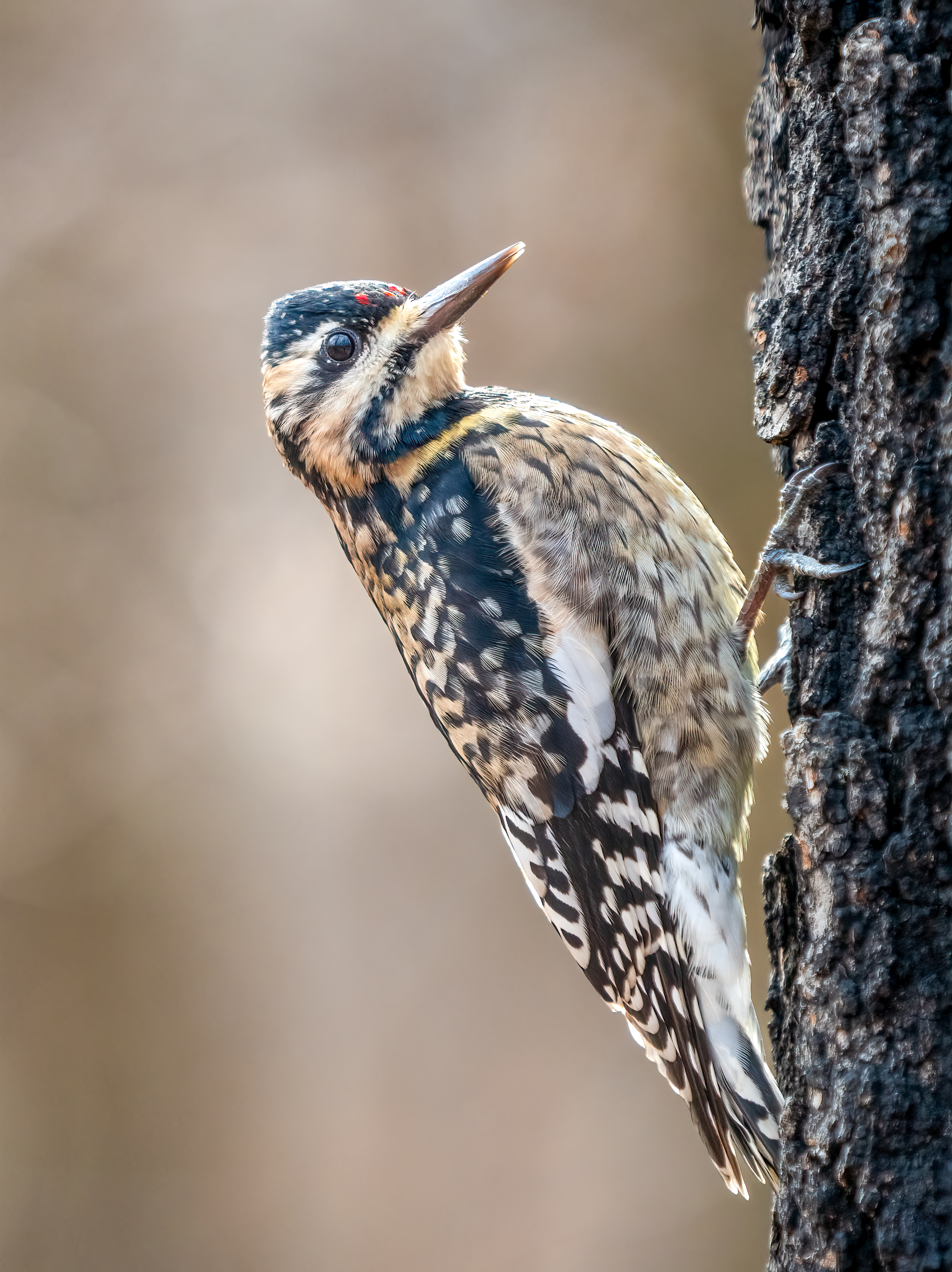
Un pic maculé juvénile dans le même parc.

## Répartition

Carte de répartition
Aire de nidification
Voie migratoire
Aire d'hivernage